# کسینگتون
کسینگتون (به انگلیسی: Cassington) یک روستا و محله مدنی در بریتانیا است که در آکسفوردشر غربی واقع شده‌است. کسینگتون ۷۵۰ نفر جمعیت دارد.